# 易遊網旅行社
易遊網旅行社股份有限公司，簡稱易遊網，成立於2000年。母公司為透過第三地入股的中國旅遊企業攜程集團。
目前易遊網 (易遊網旅行社股份有限公司) 是由易遊網股份有限公司 100% 轉投資，而易遊網股份有限公司是由英屬蓋曼群島商塞柏西西安公司 (CYBERCCN. COM LTD.)(78%) 與英屬蓋曼群島商 C-Travel International Limited (19%)合資經營

## 歷史
自2018年開始多年取得台鐵「環島之星」營運經營權，於2022年因合約到期因素停止營運，自2023年再次成功標到經營權，並結合迪士尼百年慶主題重新裝潢營運。
2020年11月，被揭露臺灣易遊網實質成為中國企業的子公司，攜程集團透過第三地轉投資手法規避中國大陸個人、法人或團體投資臺灣地區時需經中華民國經濟部投審會的審議許可。易遊網旅行社股東僅有易遊網股份有限公司，而攜程集團的子公司英屬蓋曼群島商C-Travel公司佔易遊網股份有限公司的股權約19%（易遊網股份有限公司已發行股份總數為22,835,483股，其中C-Travel持有股份4,358,846股，因此C-Travel之股權為{\displaystyle {\frac {4,358,846}{22,835,483}}\times 100\%\approx 19\%}）。

## 外部連結
1. ↑  . 五南. 2016: 140  [2024-09-15]. ISBN 978-957-11-8480-7. （原始内容存档于2024-09-15） （中文）.
2. ↑  公民團體揭露：臺灣最大網路旅行社易遊網遭「中國政協」實質控制，沃草，2020-11-5
3. ↑  .   [2023-07-14]. （原始内容存档于2023-07-14）.
4. ↑  公民團體揭露：臺灣最大網路旅行社易遊網遭「中國政協」實質控制 （页面存档备份，存于），沃草，2020-11-5
5. ↑  易遊網股份有限公司，公司登記網